# Fußballklub Austria Wien 2011-2012
Questa voce raccoglie le informazioni riguardanti il Fußballklub Austria Wien nelle competizioni ufficiali della stagione 2011-2012.

## Maglie e sponsor
Lo sponsor tecnico per la stagione 2011-2012 è Nike, mentre lo sponsor ufficiale è Verbund.
| Casa | Trasferta |

## Organigramma societario
Area direttiva
- Presidente: Wolfgang Katzian
- Vice presidenti: Brigitte Jank, Rudolf Reisner
- Amministratori: Markus Kraetschmer, Thomas Parits
- Direttore sportivo: Thomas Parits
- Direttore settore giovanile: Ralf Muhr
- Direttore amministrazione: Wolfgang Katzian

Area organizzativa
- Direttore area stadio e sicurezza: Helmut Schmidt

Area comunicazione
- Responsabili area comunicazione: Christoph Pflug, Michael Schalgenhaufen

Area marketing
- Ufficio marketing: Thomas Allram, Christoph Bican, Dietmar Kurzawa, Andreas Pucher

Area tecnica
- Direttore sportivo: Thomas Parits
- Allenatore: Karl Daxbacher, dal 21 dicembre 2012 Ivica Vastić
- Allenatore in seconda: Josef Michorl, dal 22 dicembre 2012 Manfred Schmid e Damir Ozegović
- Preparatore atletico: Martin Mayer
- Preparatore dei portieri: Franz Gruber

Area sanitaria
- Medico sociale: Alexander Kmen
- Fisioterapisti: Christian Hold, Clemens Marent, Florian Grabner

## Rosa
Rosa e numerazione aggiornate al 31 gennaio 2012.
| N. |                      | Ruolo | Calciatore                   |
| -- | -------------------- | ----- | ---------------------------- |
| 1  | Austria (bandiera)   | P     | Pascal Grünwald              |
| 3  | Austria (bandiera)   | D     | Georg Margreitter            |
| 4  | Croazia (bandiera)   | D     | Kaja Rogulj                  |
| 5  | Austria (bandiera)   | D     | Manuel Wallner               |
| 6  | Slovenia (bandiera)  | C     | Peter Hlinka                 |
| 7  | Slovenia (bandiera)  | D     | Florian Klein                |
| 8  | Austria (bandiera)   | C     | Patrick Salomon              |
| 9  | Austria (bandiera)   | A     | Roland Linz                  |
| 10 | Austria (bandiera)   | C     | Alexander Grünwald           |
| 11 | Rep. Ceca (bandiera) | A     | Tomáš Jun                    |
| 13 | Austria (bandiera)   | P     | Heinz Lindner                |
| 14 | Austria (bandiera)   | D     | Manuel Ortlechner (capitano) |
| 15 | Austria (bandiera)   | C     | Martin Harrer                |
| 16 | Austria (bandiera)   | C     | Zlatko Junuzović             |
| 17 | Austria (bandiera)   | C     | Florian Mader                |
| 18 | Austria (bandiera)   | C     | Michael Liendl               |

| N. |                        | Ruolo | Calciatore        |
| -- | ---------------------- | ----- | ----------------- |
| 19 | Austria (bandiera)     | A     | Marko Stanković   |
| 20 | Austria (bandiera)     | C     | Alexander Gorgon  |
| 21 | Austria (bandiera)     | P     | Günther Arnberger |
| 22 | Austria (bandiera)     | D     | Marin Leovac      |
| 24 | Austria (bandiera)     | D     | Remo Mally        |
| 25 | Australia (bandiera)   | C     | James Holland     |
| 26 | Croazia (bandiera)     | P     | Ivan Kardum       |
| 27 | Austria (bandiera)     | C     | Emir Dilaver      |
| 28 | Austria (bandiera)     | A     | Dario Tadić       |
| 29 | Austria (bandiera)     | D     | Markus Suttner    |
| 30 | Austria (bandiera)     | D     | Fabian Koch       |
| 38 | Austria (bandiera)     | C     | Tomáš Šimkovič    |
| 39 | Paesi Bassi (bandiera) | A     | Nacer Barazite    |
| 42 | Austria (bandiera)     | A     | Roman Kienast     |
| 45 | Austria (bandiera)     | P     | Stefan Krell      |

## Calciomercato

### Sessione estiva (dall'1/7 al 31/8)
| Acquisti | Acquisti           | Acquisti          | Acquisti               |
| R.       | Nome               | da                | Modalità               |
| -------- | ------------------ | ----------------- | ---------------------- |
| P        | Günther Arnberger  | Austria Vienna II | definitivo             |
| P        | Pascal Grünwald    | Wacker Innsbruck  | definitivo (250.000 €) |
| D        | Remo Mally         | Austria Vienna II | definitivo             |
| D        | Kaja Rogulj        |                   | svincolato             |
| C        | Alexander Grünwald | Wiener Neustadt   | definitivo             |
| C        | Florian Mader      | Ried              | definitivo (300.000 €) |
| A        | Gábor Márkus       | Lustenau 07       | fine prestito          |

| Cessioni | Cessioni              | Cessioni     | Cessioni                   |
| R.       | Nome                  | a            | Modalità                   |
| -------- | --------------------- | ------------ | -------------------------- |
| P        | Robert Almer          |              | svincolato                 |
| P        | Szabolcs Sáfár        |              | svincolato                 |
| D        | Fernando Troyansky    |              | svincolato                 |
| D        | Petr Voříšek          |              | svincolato                 |
| C        | Julian Baumgartlinger | Magonza      | definitivo (1,1 milioni €) |
| P        | Gábor Márkus          |              | svincolato                 |
| P        | Schumacher            | Volyn'       | definitivo                 |
| P        | Andreas Tiffner       | First Vienna | prestito                   |

### Sessione invernale (dal 3/1 al 31/1)
| Acquisti | Acquisti       | Acquisti          | Acquisti               |
| R.       | Nome           | da                | Modalità               |
| -------- | -------------- | ----------------- | ---------------------- |
| P        | Ivan Kardum    | Osijek            | definitivo (300.000 €) |
| C        | Martin Harrer  | Austria Vienna II | definitivo             |
| C        | James Holland  |                   | svincolato             |
| C        | Tomáš Šimkovič | Wiener Neustadt   | definitivo             |
| A        | Roman Kienast  | Sturm Graz        | definitivo (300.000 €) |

| Cessioni | Cessioni         | Cessioni     | Cessioni                   |
| R.       | Nome             | a            | Modalità                   |
| -------- | ---------------- | ------------ | -------------------------- |
| C        | Zlatko Junuzović | Werder Brema | definitivo (800.000 €)     |
| A        | Nacer Barazite   | Monaco       | definitivo (4,5 milioni €) |

## Risultati

### Bundesliga

#### Girone di andata
| Arbitro: | Gangl (Vorarlberg) |

|                        |           |  |
| Jantscher 64’ Alan 66’ | Marcatori |  |

| Arbitro: | Brugger (Salisburgo) |

|                        |           |              |
| Hlinka 20’ Suttner 90’ | Marcatori | 85’ Casanova |

| Innsbruck 31 luglio 2011, ore 16:00 CEST 3ª giornata | Wacker Innsbruck                | 0 – 0 referto | Austria Vienna | Tivoli-Neu Stadion (8.040 spett.)\| Arbitro: \| Schüttengruber (Oberösterreich) \| |
| Arbitro:                                             | Schüttengruber (Oberösterreich) |               |                |                                                                                    |